# Course en ligne féminine de cyclisme sur route aux Jeux olympiques d'été de 1996
Navigation
Barcelone 1992 Sydney 2000
La course en ligne féminine de cyclisme sur route, épreuve de cyclisme des Jeux olympiques d'été de 1996, a lieu le 21 juillet 1996 dans les rues d'Atlanta. La course s'est déroulée sur 104,40 km.
La Française Jeannie Longo-Ciprelli s'impose en solitaire pour ses 4e Jeux olympiques. Il s'agit de son seul titre olympique.

## Résultats
| Rang                                | Cycliste               | Pays             | Temps           |
| ----------------------------------- | ---------------------- | ---------------- | --------------- |
| Médaille d'or, Jeux olympiques      | Jeannie Longo-Ciprelli | France           | 2 h 36 min 13 s |
| Médaille d'argent, Jeux olympiques  | Imelda Chiappa         | Italie           | 2 h 36 min 38 s |
| Médaille de bronze, Jeux olympiques | Clara Hughes           | Canada           | 2 h 36 min 44 s |
| 4.                                  | Vera Hohlfeld          | Allemagne        | 2 h 37 min 06 s |
| 5.                                  | Jolanta Polikevičiūtė  | Lituanie         | —               |
| 6.                                  | Zulfiya Zabirova       | Russie           | —               |
| 7.                                  | Alessandra Cappellotto | Italie           | —               |
| 8.                                  | Barbara Heeb           | Suisse           | —               |
| 9.                                  | Kathryn Watt           | Australie        | —               |
| 10.                                 | Susan Palmer-Komar     | Canada           | —               |
| 11.                                 | Marie Purvis           | Grande-Bretagne  | —               |
| 12.                                 | Rasa Polikevičiūtė     | Lituanie         | —               |
| 13.                                 | Yvonne Schnorf         | Suisse           | —               |
| 14.                                 | Zinaida Stahurskaia    | Biélorussie      | —               |
| 15.                                 | Diana Rast             | Suisse           | —               |
| 16.                                 | Catherine Marsal       | France           | —               |
| 17.                                 | Anna Wilson            | Australie        | —               |
| 18.                                 | Ragnhild Kostøl        | Norvège          | —               |
| 19.                                 | Sarah Phillips         | Grande-Bretagne  | —               |
| 20.                                 | Heidi Van de Vijver    | Belgique         | —               |
| 21.                                 | Joane Somarriba        | Espagne          | —               |
| 22.                                 | Tanja Klein            | Autriche         | —               |
| 23.                                 | Ana Barros             | Portugal         | —               |
| 24.                                 | Lenka Ilavská          | Slovaquie        | —               |
| 25.                                 | Susanne Ljungskog      | Suède            | —               |
| 26.                                 | Yvonne Brunen          | Pays-Bas         | —               |
| 27.                                 | Eva Orvošová           | Slovaquie        | —               |
| 28.                                 | Elsbeth Vink           | Pays-Bas         | —               |
| 29.                                 | Jeanne Golay           | États-Unis       | —               |
| 30.                                 | Natalja Kistchuk       | Ukraine          | —               |
| 31.                                 | Susy Pryde             | Nouvelle-Zélande | —               |
| 32.                                 | Roberta Bonanomi       | Italie           | —               |
| 33.                                 | Rebecca Bailey         | Nouvelle-Zélande | —               |
| 34.                                 | Tea Vikstedt-Nyman     | Finlande         | —               |
| 35.                                 | Erica Lynn Green       | Afrique du Sud   | 2 h 37 min 21 s |
| 36.                                 | Linda Brenneman        | États-Unis       | 2 h 40 min 27 s |
| 37.                                 | Alison Dunlap          | États-Unis       | 2 h 41 min 21 s |
| 38.                                 | Marion Clignet         | France           | 2 h 41 min 50 s |
| 39.                                 | Tracey Watson          | Australie        | 2 h 42 min 35 s |
| 40.                                 | Fatima Blazquez        | Espagne          | 2 h 46 min 27 s |
| 41.                                 | Guo Xinghong           | Chine            | 2 h 49 min 47 s |
| 42.                                 | Jacqueline Martin      | Afrique du Sud   | 2 h 53 min 12 s |
| 43.                                 | Caroline Alexander     | Grande-Bretagne  | 2 h 53 min 47 s |

## Abandons
| Linda Jackson         | Canada           |
| Zhao Haijuan          | Chine            |
| Dania Pérez           | Cuba             |
| Camille Solis         | Belize           |
| Svetlana Samokhvalova | Russie           |
| Ingunn Bollerud       | Norvège          |
| Alla Vasilenko        | Kazakhstan       |
| Diana Žiliūtė         | Lituanie         |
| Jacqueline Nelson     | Nouvelle-Zélande |
| Maureen Kaila Vergara | Salvador         |
| Maritza Corredor      | Colombie         |
| Ingrid Haringa        | Pays-Bas         |
| Kim Yong-Mi           | Corée du Sud     |
| Svetlana Boubnenkova  | Russie           |
| Izaskun Bengoa        | Espagne          |

## Sources
- (en) Cet article est partiellement ou en totalité issu de l’article de Wikipédia en anglais intitulé « Cycling at the 1996 Summer Olympics – Women's road race » (voir la liste des auteurs).
- Résultats complets